# Nagercoil
Nagercoil (en tamil: நாகர்கோவில்) es una ciudad de la India, la duodécima ciudad más grande del sur del estado de Tamil Nadu y capital el distrito de Kanyakumari. Está situada cerca del extremo sur de la península india. Tiene una población que supera los 420.000 habitantes (422.759 habitantes en 2021) y una extensión de 19,37 kilómetros cuadrados, y se halla a 13 m sobre el nivel del mar.

## Historia
Nagercoil se deriva de la expresión tamil Nagaraja koyil, que significa "templo de Nagas".
Robert Caldwell describe la extensión del malabar a mediados del siglo XIX como una extensión desde las cercanías de Mangalore en el norte, donde reemplaza a Tulu y canarés, hasta Kottar más allá del río Pahrali, cerca de Kanyakumari, en el sur, donde comienza a reemplazar a Tamil y desde Malabar en el oeste hasta los Ghats occidentales en el este además de las islas habitadas de Laquedivas en el Mar arábigo. Fue a partir del antiguo centro comercial de Kottar que la ciudad de Nagercoil comenzó a expandirse.
Conocido como el Granero de Travancore, Nagercoil no solo sirvió como la canasta de alimentos de Kerala, sino que también fue uno de los importantes centros de comercio de especias en el reino de Travancore desde el siglo XIV en adelante, y mantuvo una red comercial con comerciantes árabes desde el era preislámica. Varios reyes tamiles y de Kerala lucharon por esta rica tierra agrícola, que contaba con seis ríos. Varios historiadores citan que el clima de la tierra y la vegetación diversa y exuberante no tenían comparación en ningún otro lugar de Tamil Nadu.
El naturalista Jivanayakam Cyril Daniel (1927–2011) nació en Nagercoil.

## Geografía
Nagercoil se encuentra entre los Ghats occidentales, cadena montañosa que proporciona a la ciudad agua y un clima relativamente templado (menos cálido que la costa), y el mar Arábigo. Los alrededores son ondulados, debido a la cercanía de las montañas, cubiertos de campos de arroz y las playas son arenosas y rodeadas de palmeras. Algo más al norte hay plantaciones de caucho, clavo y cardamomo, introducidas durante la colonización. Algunas de las plantaciones son todavía de los herederos de los colonos británicos, pero la mayoría son de la comunidad de los cristianos de Santo Tomás, conocidos como cristianos sirios por el uso de la liturgia siríaca, aunque su origen está en la evangelización de Tomás el Apóstol en el siglo I. Más tarde se les llamó nasranis, como seguidores de Jesús de Nazaret, hasta la llegada de los portugueses en el siglo XVI.
Nagercoli está cerca de la ciudad de Kanyakumari (donde está el cabo Comorin, el extremo sur de la península india). La ciudad principal más cercana es Thiruvananthapuram, capital del estado de Kerala.
Nagercoil es un punto de encuentro de numerosas religiones por su localización en la punta sur del continente indio, no obstante destaca el culto ayyavazhi, ya que 4 km al sur se encuentra un nizhal thangal, templo menor, y 7 km al sur se encuentra Poo Pathi, uno de los lugares de culto principales del ayyavazhismo.
La lengua oficial es el tamil y las religiones más abundantes la hindú, la cristiana y el islam. 
En Nagercoil se encuentra la sede de la empresa Arasu Rubber Corporation. Muy cerca, en la colina de Mahendragiri, se encuentra un centro de investigación de combustible para cohetes y de criogenia de la Agencia India de Investigación Espacial. También se está construyendo aquí una planta nuclear con ayuda rusa. La empresa Indian rare Earths Limited tiene una concesión en las cercanías. El cercano pueblo de Aralvaimozhi es uno de los mayores centros de energía eólica del sueste asiático. Y también hay aquí establecidas diversas empresas de informática.

## Nota
1. ↑  “El malayalam, o 'Malayârma', ocupa el siguiente lugar en el orden. Este
El idioma se habla a lo largo de la costa de Malabar, en el lado occidental de los Ghats, o cordillera de montañas de Malaya, desde las cercanías de Mangalore, donde reemplaza al canarés y al tuļu, hasta Trivandrum, donde comienza a ser reemplazado por el tamil. Las personas que hablan este idioma en los estados nativos de Travancore y Cochin,
y en los distritos de Malabar y Canara de la Compañía de las Indias Orientales, puede
estimarse en dos millones y medio”. (Página 7)

"Kottara: Este es el nombre de un lugar en el país de los 'Aii', o 'Paralia' (idéntico a South Travancore), que es llamado 'Kottiara Metropolis' por Ptolomeo, 'Cottora' por Plinio. Sin duda, la ciudad se refiere to es 'Kôțţâra' o, como lo escriben normalmente los europeos, 'Kotaur', la ciudad principal en el sur de Travancore, y ahora, como en la época de los griegos, se distingue por su comercio. El nombre del lugar se deriva de 'Kôd-u, 'Tam., una línea de circunvalación, una fortificación, y "ârú, 'un río. Es una regla en tamil y malayalam que cuando una palabra como 'Kôd es el primer miembro de un compuesto , el final' 'debe duplicarse con el fin de dar a la palabra la fuerza de un adjetivo: es otra regla que las sonantes cuando se duplican se convierten en irracionales. En consecuencia, el compuesto 'kôd-ara' se convierte por regla en 'kôţt-âra'. Es interesante percibir que en la época de los griegos existían las mismas reglas fonéticas peculiares que ahora están en funcionamiento.También vale la pena notar que el Los escritores griegos representan la última sílaba del nombre del pueblo, no como 'âru', sino como 'âra. El tamil tiene 'âru', el malayalam 'ara'. En Kotaur, las peculiaridades dialécticas del idioma malayalam comienzan a reemplazar a las del tamil; y esto parece haber sido el caso incluso en la época de la
griegos." (Páginas 62-63)[2]